# Euro Formula 3000 2001
Euro Formula 3000 2001 dominerades av Felipe Massa, som tack vare segern fick ett femårskontrakt med Ferrari i formel 1. Detta innebar att han lånades ut till Sauber och fick göra F1-debut 2002.

## Kalender
| Datum        | Bana                               | Segrare          |
| ------------ | ---------------------------------- | ---------------- |
| 22 april     | Autodromo Vallelunga Piero Taruffi | Felipe Massa     |
| 6 maj        | Autodromo di Pergusa               | Felipe Massa     |
| 24 juni      | Autodromo Nazionale Monza          | Felipe Massa     |
| 12 augusti   | Donington Park                     | Thomas Biagi     |
| 19 augusti   | Circuit Zolder                     | Salvatore Tavano |
| 26 augusti   | Autodromo Enzo e Dino Ferrari      | Felipe Massa     |
| 16 september | Nürburgring                        | Felipe Massa     |
| 7 oktober    | Circuit Ricardo Tormo              | Felipe Massa     |

## Slutställning
| Plats | Förare             | Poäng |
| ----- | ------------------ | ----- |
| 1     | Felipe Massa       | 60    |
| 2     | Thomas Biagi       | 32    |
| 3     | Alexander Müller   | 26    |
| 4     | Salvatore Tavano   | 20    |
| 5     | Vitor Meira        | 16    |
| 6     | Alessandro Piccolo | 15    |
| 7     | Romain Dumas       | 13    |